# Dikke eik van Liernu
De dikke eik van Liernu (Frans: Gros Chêne de Liernu) is een zomereik in Liernu met een omtrek van 14,65 m. De eik wordt beschouwd als de dikste van België. De boom is aangeplant omstreeks 1275.
In geschriften van Liernu uit de late middeleeuwen blijkt dat er destijds al recht werd gesproken onder een grote eik aldaar.
De boom is sinds 1939 beschermd als monument. De boom verwierf bekendheid in de 19e eeuw toen in 1838 een abt er een bedevaartsoord van maakte, gewijd aan Antonius. Boeren namen de eikels mee om hun vee te voederen. Aangenomen wordt dat hij geplant werd in de late middeleeuwen. Omdat de eik een holle stam heeft, is het niet mogelijk de exacte leeftijd te bepalen. Schattingen van de leeftijd lopen uiteen van 600 jaar tot meer dan 1000 jaar. Ondanks de holle stam is de boom gezond.

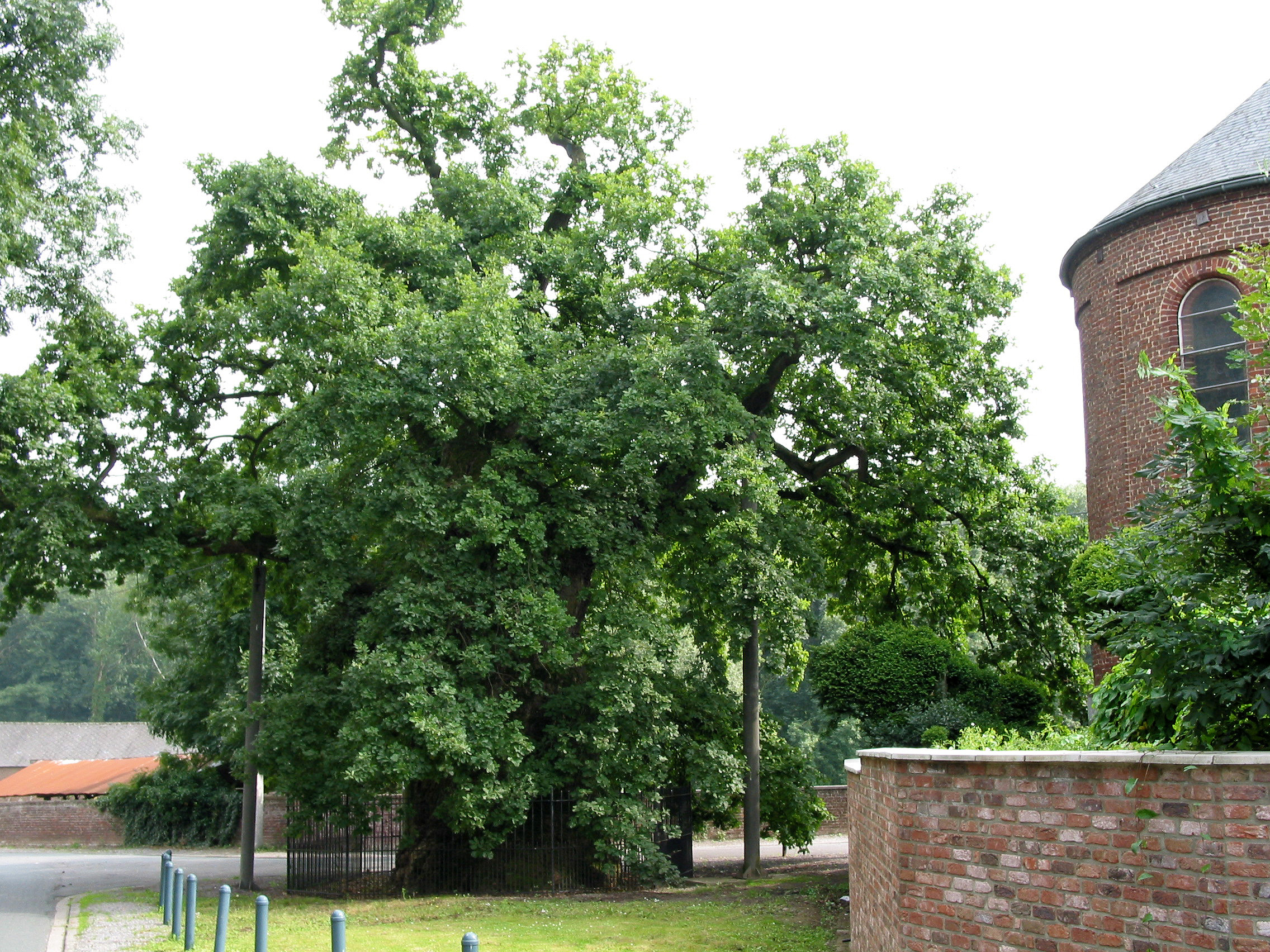
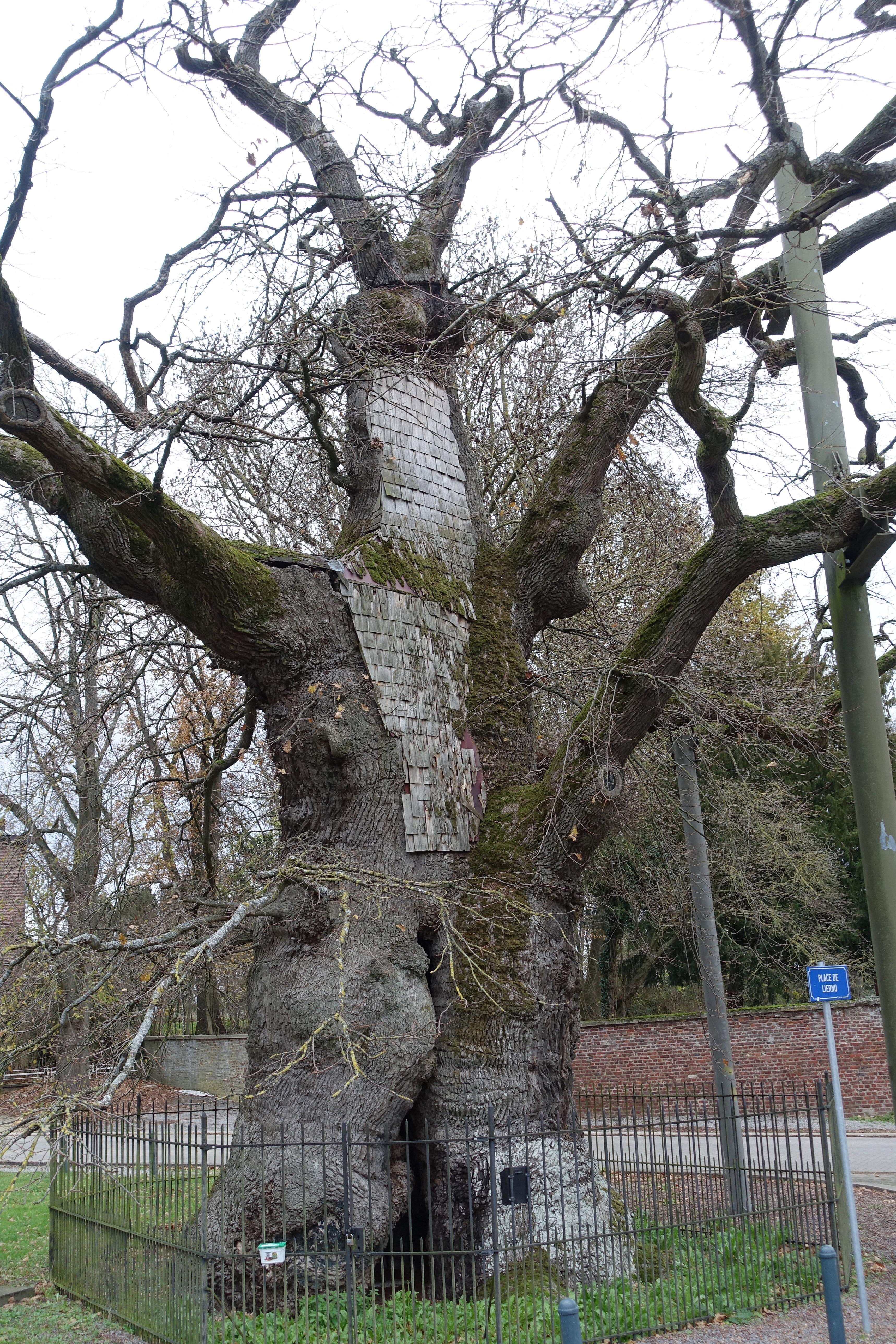